# Sacramento Kings

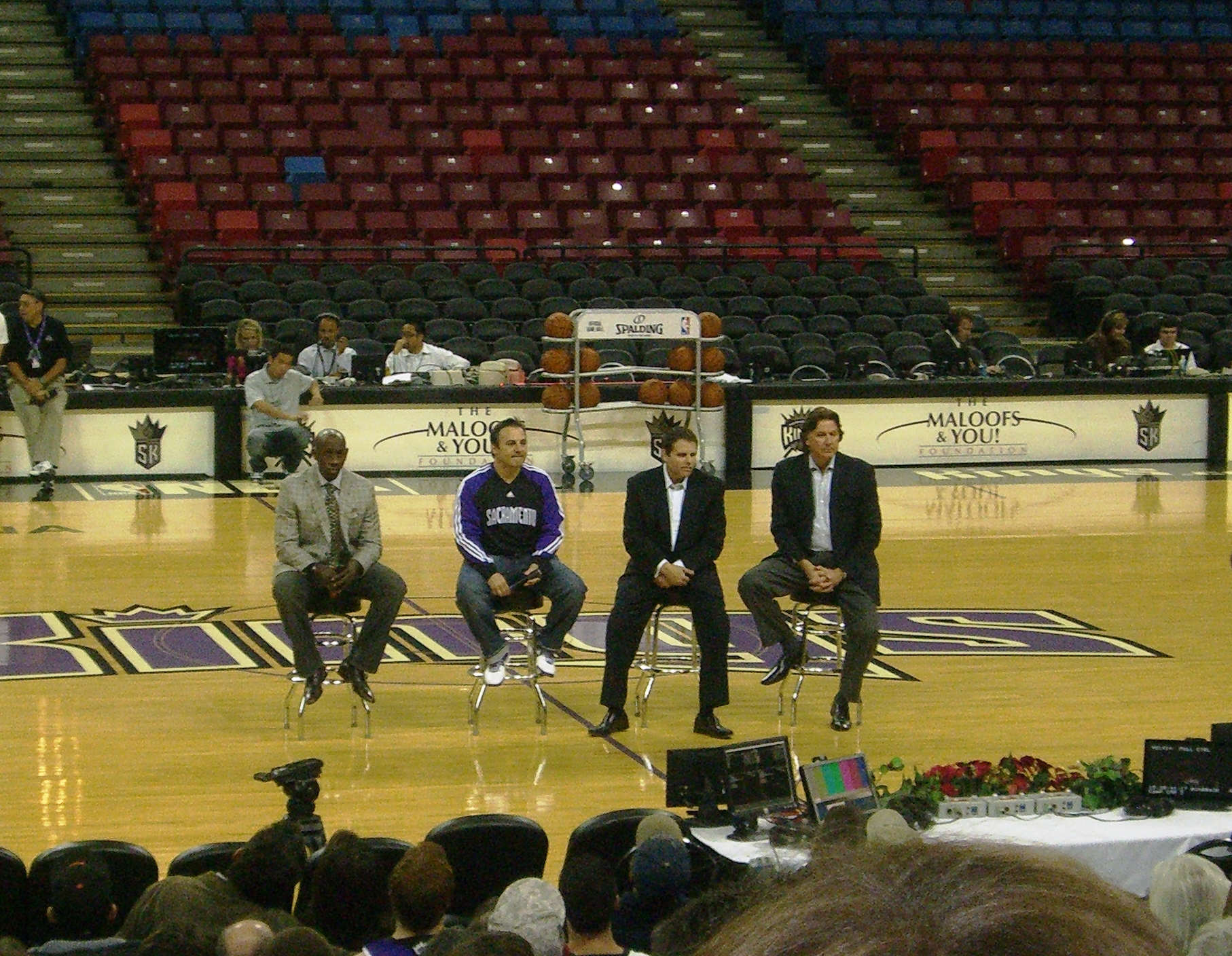
setkání s fanoušky

Sacramento Kings je basketbalový tým hrající severoamerickou ligu National Basketball Association. Patří do Pacifické divize Západní konference NBA.
Tým byl založen roku 1923, několikrát změnil název i působiště:
- 1923–57 – Rochester (Rochester Seagrams 1923–42, Rochester Eber Seagrams 1942–48, Rochester Royals 1948–57)
- 1957–72 – Cincinnati (Cincinnati Royals 1957–72)
- 1972–75 – Omaha (Kansas City-Omaha Kings 1972–75)
- 1972–85 – Kansas City (Kansas City-Omaha Kings 1972–75, Kansas City Kings 1975–85)
- 1985- ... – Sacramento (Sacramento Kings 1985-...)

Za svou historii dokázali Kings jednou (v roce 1951) vyhrát finále NBA – porazili 4:3 na zápasy New York Knicks.

## Statistika týmu v NBA
| Sezóna                  | Výhry | Prohry | %    | Účast v play-off                                     | Výsledky v play-off                                               |
| ----------------------- | ----- | ------ | ---- | ---------------------------------------------------- | ----------------------------------------------------------------- |
| Rochester Royals        |       |        |      |                                                      |                                                                   |
| 1948–49                 | 45    | 15     | 75,0 | Divizní semifinále Divizní finále                    | 2:0 St. Louis Bombers 0:2 Minneapolis Lakers                      |
| 1949–50                 | 51    | 17     | 75,0 | Divizní nadstvba Divizní semifinále                  | 0:1 Minneapolis Lakers 0:2 Fort Wayne Pistons                     |
| 1950–51                 | 41    | 27     | 60,3 | Divizní semifinále Divizní finále Finále NBA         | 2:1 Fort Wayne Pistons 3:1 Minneapolis Lakers 4:3 New York Knicks |
| 1951–52                 | 41    | 25     | 62,1 | Divizní semifinále Divizní finále                    | 2:0 Fort Wayne Pistons 1:3 Minneapolis Lakers                     |
| 1952–53                 | 44    | 26     | 62,9 | Divizní semifinále                                   | 1:2 Fort Wayne Pistons                                            |
| 1953–54                 | 44    | 28     | 61,1 | Postup z nadstavby Divizní finále                    | 2:1 1:2 Minneapolis Lakers                                        |
| 1954–55                 | 29    | 43     | 40,3 | Divizní semifinále                                   | 1:2 Minneapolis Lakers                                            |
| 1955–56                 | 31    | 41     | 43,1 |                                                      |                                                                   |
| 1956–57                 | 31    | 41     | 43,1 |                                                      |                                                                   |
| Cincinnati Royals       |       |        |      |                                                      |                                                                   |
| 1957–58                 | 33    | 39     | 45,8 | Divizní semifinále                                   | 0:2 Detroit Pistons                                               |
| 1958–59                 | 19    | 53     | 26,4 |                                                      |                                                                   |
| 1959–60                 | 19    | 56     | 25,3 |                                                      |                                                                   |
| 1960–61                 | 33    | 46     | 41,8 |                                                      |                                                                   |
| 1961–62                 | 43    | 37     | 53,8 | Divizní semifinále                                   | 1:3 Detroit Pistons                                               |
| 1962–63                 | 42    | 38     | 52,5 | Divizní semifinále                                   | 3:2 Syracuse Nationals 3:4 Boston Celtics                         |
| 1963–64                 | 55    | 25     | 68,8 | Divizní semifinále Divizní finále                    | 3:2 Philadelphia 76ers 1:4 Boston Celtics                         |
| 1964–65                 | 48    | 32     | 60,0 | Divizní semifinále                                   | 1:3 Philadelphia 76ers                                            |
| 1965–66                 | 45    | 35     | 56,3 | Divizní semifinále                                   | 2:3 Boston Celtics                                                |
| 1966–67                 | 39    | 42     | 48,1 | Divizní semifinále                                   | 1:3 Philadelphia 76ers                                            |
| 1967–68                 | 39    | 43     | 47,6 |                                                      |                                                                   |
| 1968–69                 | 41    | 41     | 50,0 |                                                      |                                                                   |
| 1969–70                 | 36    | 46     | 43,9 |                                                      |                                                                   |
| 1970–71                 | 33    | 49     | 40,2 |                                                      |                                                                   |
| 1971–72                 | 30    | 52     | 36,6 |                                                      |                                                                   |
| Kansas City-Omaha Kings |       |        |      |                                                      |                                                                   |
| 1972–73                 | 36    | 46     | 43,9 |                                                      |                                                                   |
| 1973–74                 | 33    | 49     | 40,2 |                                                      |                                                                   |
| 1974–75                 | 44    | 38     | 53,7 | Konferenční semifinále                               | 2:4 Chicago Bulls                                                 |
| Kansas City Kings       |       |        |      |                                                      |                                                                   |
| 1975–76                 | 31    | 51     | 37,8 |                                                      |                                                                   |
| 1976–77                 | 40    | 42     | 48,8 |                                                      |                                                                   |
| 1977–78                 | 31    | 51     | 37,8 |                                                      |                                                                   |
| 1978–79                 | 48    | 34     | 58,5 | Konferenční semifinále                               | 1:4 Phoenix Suns                                                  |
| 1979–80                 | 47    | 35     | 57,3 | První kolo                                           | 1:2 Phoenix Suns                                                  |
| 1980–81                 | 40    | 42     | 48,8 | První kolo Konferenční semifinále Konferenční finále | 2:1 Portland Trail Blazers 4:3 Phoenix Suns 1:4 Houston Rockets   |
| 1981–82                 | 30    | 52     | 36,6 |                                                      |                                                                   |
| 1982–83                 | 45    | 37     | 54,9 |                                                      |                                                                   |
| 1983–84                 | 38    | 44     | 46,3 | První kolo                                           | 0:3 Los Angeles Lakers                                            |
| 1984–85                 | 31    | 51     | 37,8 |                                                      |                                                                   |
| Sacramento Kings        |       |        |      |                                                      |                                                                   |
| 1985–86                 | 37    | 45     | 45,1 | První kolo                                           | 0:3 Houston Rockets                                               |
| 1986–87                 | 29    | 53     | 35,4 |                                                      |                                                                   |
| 1987–88                 | 24    | 58     | 29,3 |                                                      |                                                                   |
| 1988–89                 | 27    | 55     | 32,9 |                                                      |                                                                   |
| 1989–90                 | 23    | 59     | 28,0 |                                                      |                                                                   |
| 1990–91                 | 25    | 57     | 30,5 |                                                      |                                                                   |
| 1991–92                 | 29    | 53     | 35,4 |                                                      |                                                                   |
| 1992–93                 | 25    | 57     | 30,5 |                                                      |                                                                   |
| 1993–94                 | 28    | 54     | 34,1 |                                                      |                                                                   |
| 1994–95                 | 39    | 43     | 47,6 |                                                      |                                                                   |
| 1995–96                 | 39    | 43     | 47,6 | První kolo                                           | 1:3 Seattle SuperSonics                                           |
| 1996–97                 | 34    | 48     | 41,5 |                                                      |                                                                   |
| 1997–98                 | 27    | 55     | 32,9 |                                                      |                                                                   |
| 1998–99                 | 27    | 23     | 54,0 | První kolo                                           | 2:3 Utah Jazz                                                     |
| 1999–2000               | 44    | 38     | 53,7 | První kolo                                           | 2:3 Los Angeles Lakers                                            |
| 2000–01                 | 55    | 27     | 67,2 | První kolo Konferenční semifinále                    | 3:1 Phoenix Suns 0:4 Los Angeles Lakers                           |
| 2001–02                 | 61    | 21     | 74,4 | První kolo Konferenční semifinále Konferenční finále | 3:1 Utah Jazz 4:1 Dallas Mavericks 3:4 Los Angeles Lakers         |
| 2002–03                 | 59    | 23     | 72,0 | První kolo Konferenční semifinále                    | 4:1 Utah Jazz 3:4 Dallas Mavericks                                |
| 2003–04                 | 55    | 27     | 67,2 | První kolo Konferenční semifinále                    | 4:1 Dallas Mavericks 3:4 Minnesota Timberwolves                   |
| 2004–05                 | 50    | 32     | 61,0 | První kolo                                           | 1:4 Seattle SuperSonics                                           |
| 2005–06                 | 44    | 38     | 53,7 | První kolo                                           | 2:4 San Antonio Spurs                                             |
| 2006–07                 | 33    | 49     | 40,2 |                                                      |                                                                   |
| 2007-08                 | 38    | 44     | 46,3 |                                                      |                                                                   |
| 2008-09                 | 17    | 65     | 20,7 |                                                      |                                                                   |
| 2009-10                 | 25    | 57     | 30,5 |                                                      |                                                                   |
| 2010-11                 | 24    | 58     | 29,3 |                                                      |                                                                   |
| 2011-12                 | 22    | 44     | 33,3 |                                                      |                                                                   |
| 2012-13                 | 28    | 54     | 34,1 |                                                      |                                                                   |
| 2013-14                 | 28    | 54     | 34,1 |                                                      |                                                                   |
| 2014-15                 | 29    | 53     | 35,4 |                                                      |                                                                   |
| 2015-16                 | 33    | 49     | 40,2 |                                                      |                                                                   |
| Celkem                  | 2464  | 2905   | 45,9 |                                                      |                                                                   |
| Play-off                | 76    | 109    | 41,1 | 1 vítězství                                          | 1 vítězství                                                       |